# Odznaka „Za zasługi w dziedzinie geodezji i kartografii”
Odznaka „Za zasługi w dziedzinie geodezji i kartografii” – polskie resortowe odznaczenie cywilne w formie dwustopniowej (złotej i srebrnej) odznaki honorowej nadawanej przez Ministra Spraw Wewnętrznych.
Odznaka została ustanowiona 22 grudnia 1959 w celu uznania zasług pracowników państwowej służby geodezyjnej i kartograficznej, którzy w okresie wieloletniej pracy wyróżnili się przy wykonywaniu zadań z dziedzin geodezji i kartografii. Wycofano ją 11 maja 1996, a w 1999 zastąpiła ją nowa Odznaka honorowa „Za Zasługi dla Geodezji i Kartografii”.

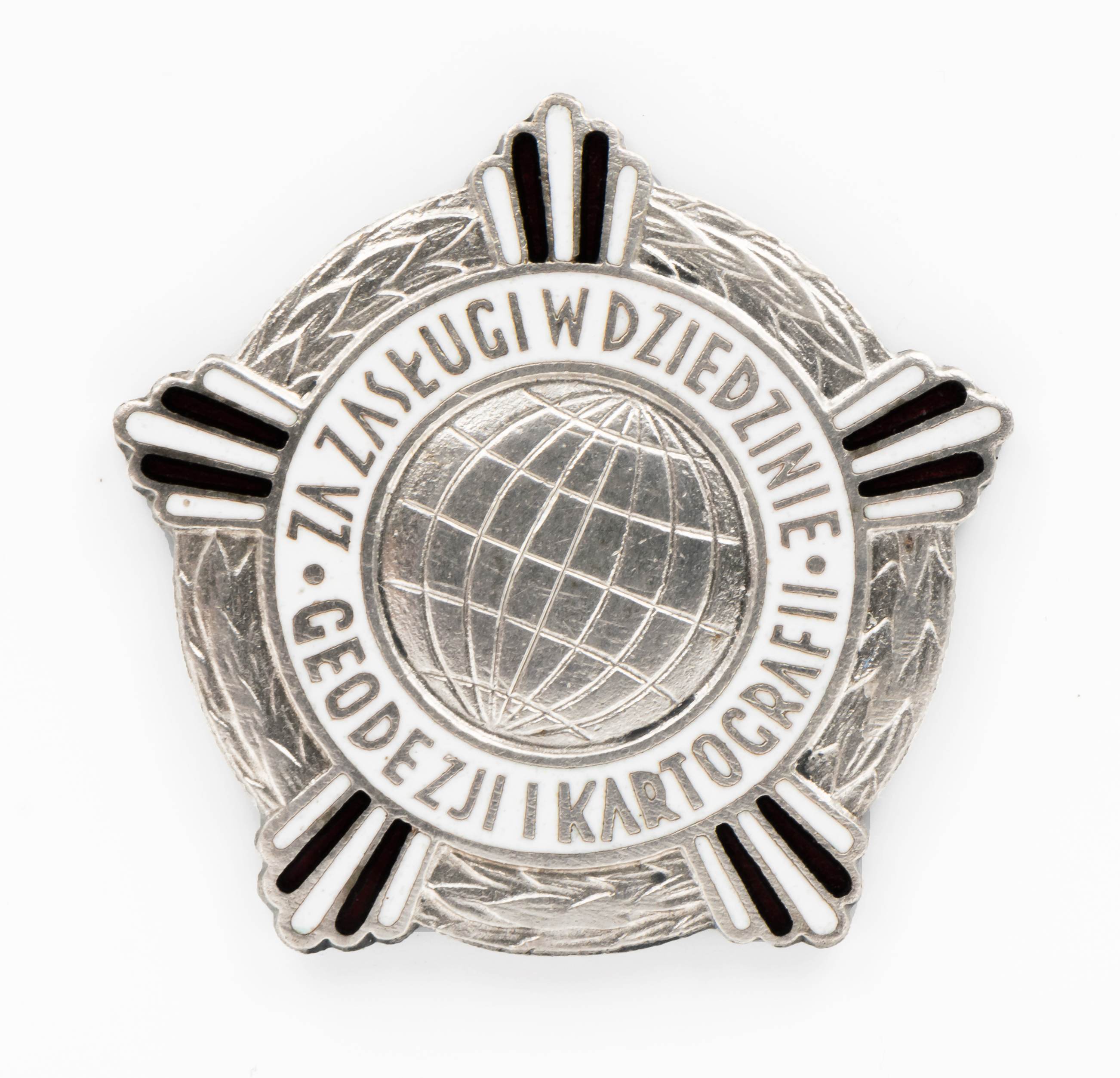
Odznaka w stopniu srebrnym